# Traité de Zgorzelec

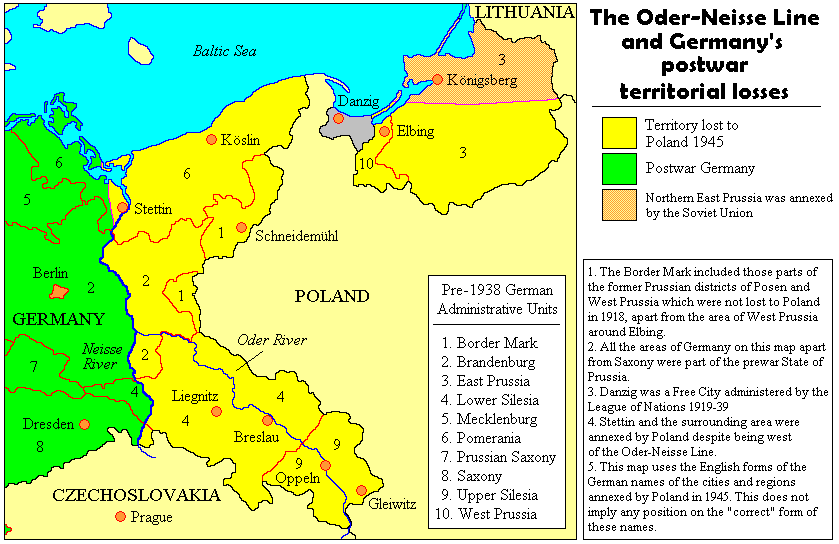
La frontière Oder-Neisse et les pertes territoriales allemandes après-guerre

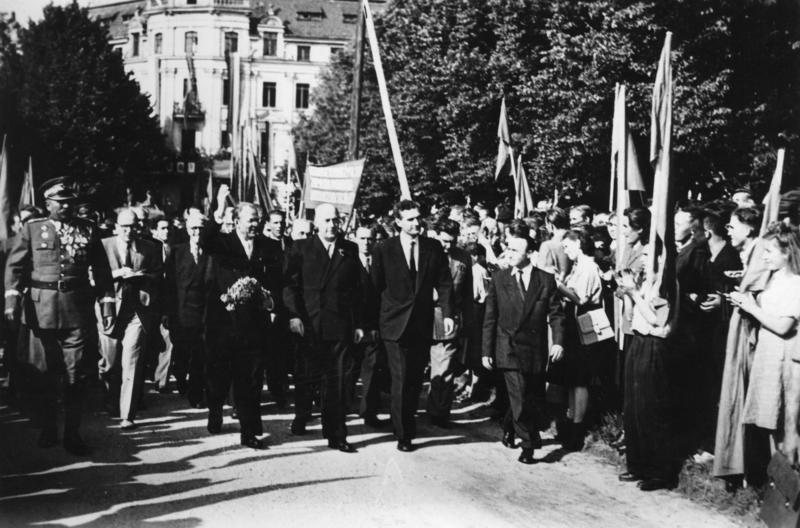
Otto Grotewohl et Józef Cyrankiewicz marchant jusqu'au lieu de la signature du traité, le 6 juillet 1950

Le traité de Zgorzelec, dit aussi traité de Görlitz, est un traité signé en 1950, instaurant la reconnaissance de la ligne Oder-Neisse comme frontière d'État entre la République démocratique allemande (RDA) et la Pologne.

## Histoire
Le 6 juillet 1950, après des discussions internes et sous la pression de Moscou, le gouvernement de RDA reconnut cette démarcation dans une déclaration faite à Varsovie, et la qualifia de « frontière de la paix » (« Friedensgrenze »). Pour assurer leur pouvoir, les autorités communistes renoncèrent à leurs revendications territoriales, malgré le problème non encore résolu de l'île d'Usedom. La division des villes et des villages comme Küstrin, Francfort-sur-l'Oder, Guben et Görlitz, et la perte de Szczecin et Świnoujście à la suite de la nouvelle frontière, furent également acceptées sans opposition. Le 5 et le 6 juin 1950, le gouvernement de la RDA envoya en Pologne une délégation conduite par Walter Ulbricht, qui signa à Zgorzelec, fraction désormais polonaise de la ville de Görlitz, une déclaration commune avec le gouvernement polonais de Józef Cyrankiewicz.
Cet accord entre les deux gouvernements se fondait sur les décisions de la conférence de Potsdam concernant la frontière occidentale de la Pologne qu'elle avait fixée sur l'Oder et sur la Neisse de Lusace, ce qui était une capitulation devant les exigences de Staline. Effectivement, il avait été prévu pendant la Seconde Guerre mondiale que la frontière serait déterminée par la Neisse de Glatz (Nysa Kłodzka en polonais), solution qui aurait entraîné le maintien de Breslau et d'une grande partie de la Basse-Silésie en territoire allemand.
Le gouvernement de la République fédérale d'Allemagne ne reconnut définitivement cette frontière que le 14 novembre 1990 dans le cadre du traité sur la frontière germano-polonaise afin de ne pas gêner le processus de réunification entre les deux États allemands : les États européens voisins, et particulièrement la Pologne, s'inquiétant de ce que serait la force d'une Allemagne unie.

## Galerie

Timbre émis par la RDA pour commémorer l'accord
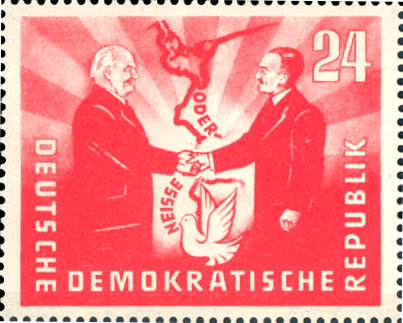
1951 : poignée de main entre les présidents des deux pays, Wilhelm Pieck (RDA) et Bolesław Bierut (Pologne), au-dessus d'une représentation de la frontière

## Source
- (de) Cet article est partiellement ou en totalité issu de l’article de Wikipédia en allemand intitulé « Görlitzer Abkommen » (voir la liste des auteurs).